# Lusk (Wyoming)
Lusk è un centro abitato (town) degli Stati Uniti d'America, capoluogo della Contea di Niobrara nello Stato del Wyoming. Nel censimento del 2000 la popolazione era di 1 447 abitanti. La città è stata fondata nel 1886.

## Geografia fisica
Secondo i rilevamenti dell'United States Census Bureau, la località di Lusk si estende su una superficie di 5,2 km², tutti occupati da terre.

## Popolazione
Secondo il censimento del 2000, a Lusk vivevano 1 447 persone, ed erano presenti 381 gruppi familiari. La densità di popolazione era di 278,6 ab./km². Nel territorio comunale si trovavano 782 unità edificate. Per quanto riguarda la composizione etnica degli abitanti, il 97,86% era bianco, lo 0,21% era afroamericano, lo 0,62% era nativo, lo 0,14% proveniva dall'Asia, lo 0,41% apparteneva ad altre razze e lo 0,76% a due o più. La popolazione di ogni razza ispanica corrispondeva all'1,59% degli abitanti.
Per quanto riguarda la suddivisione della popolazione in fasce d'età, il 22,4% era al di sotto dei 18, il 7,7% fra i 18 e i 24, il 26,5% fra i 25 e i 44, il 24,1% fra i 45 e i 64, mentre infine il 19,2% era al di sopra dei 65 anni di età. L'età media della popolazione era di 42 anni. Per ogni 100 donne residenti vivevano 82,5 uomini.